# Chapelle Saint-Valery de Saint-Valery-sur-Somme
La chapelle Saint-Valery dite aussi chapelle des marins est située sur le territoire de la commune de Saint-Valery-sur-Somme, dans le département de la Somme, en baie de Somme, sur les hauteurs du cap Hornu.

## Historique
Saint Blimont, disciple de Valery de Leuconay, fit édifier une chapelle pour abriter la dépouille de son maître, sur le lieu même de son ermitage. Cette chapelle sert à localiser le lieu du combat entre les troupes de Gormont et Isembart et celles du roi carolingien dans le fragment de chanson de geste du onzième siècle connu sous le nom de fragment de Bruxelles : « À Cayeux, sous la chapelle. » Pendant la Révolution française, la chapelle fut transformée, convertie en salpêtrière, puis rendue au culte au lendemain du concordat de 1801.
En 1878, les notables valericains, au vu de l'état de la chapelle, décidèrent de financer sa reconstruction. Les travaux furent achevés en 1880. Aujourd'hui, le bâtiment est mis en valeur par l'Association de Sauvegarde de la Chapelle Saint-Valery.

## Caractéristiques
De la chapelle, un magnifique point de vue se découvre sur le cap Hornu et la baie de Somme. L'édifice est de style néogothique, construit en pierre, en damiers de pierre blanche et de silex. Le clocher situé sur la toiture est surmonté d'une croix au-dessus de laquelle un goéland en métal indique le sens du vent. Les vitraux racontent des épisodes de la vie de saint Valery.
De nombreux ex-voto sont apposés sur les murs ou accrochés par des marins qui, en remerciement pour leur survie, ont fabriqué une maquette de leur bateau.
Au pied de l'édifice, se trouve la fontaine miraculeuse, dite de la Fidélité réputée pour la guérison des maladies de l'œil et pour sauvegarder la fidélité des couples.

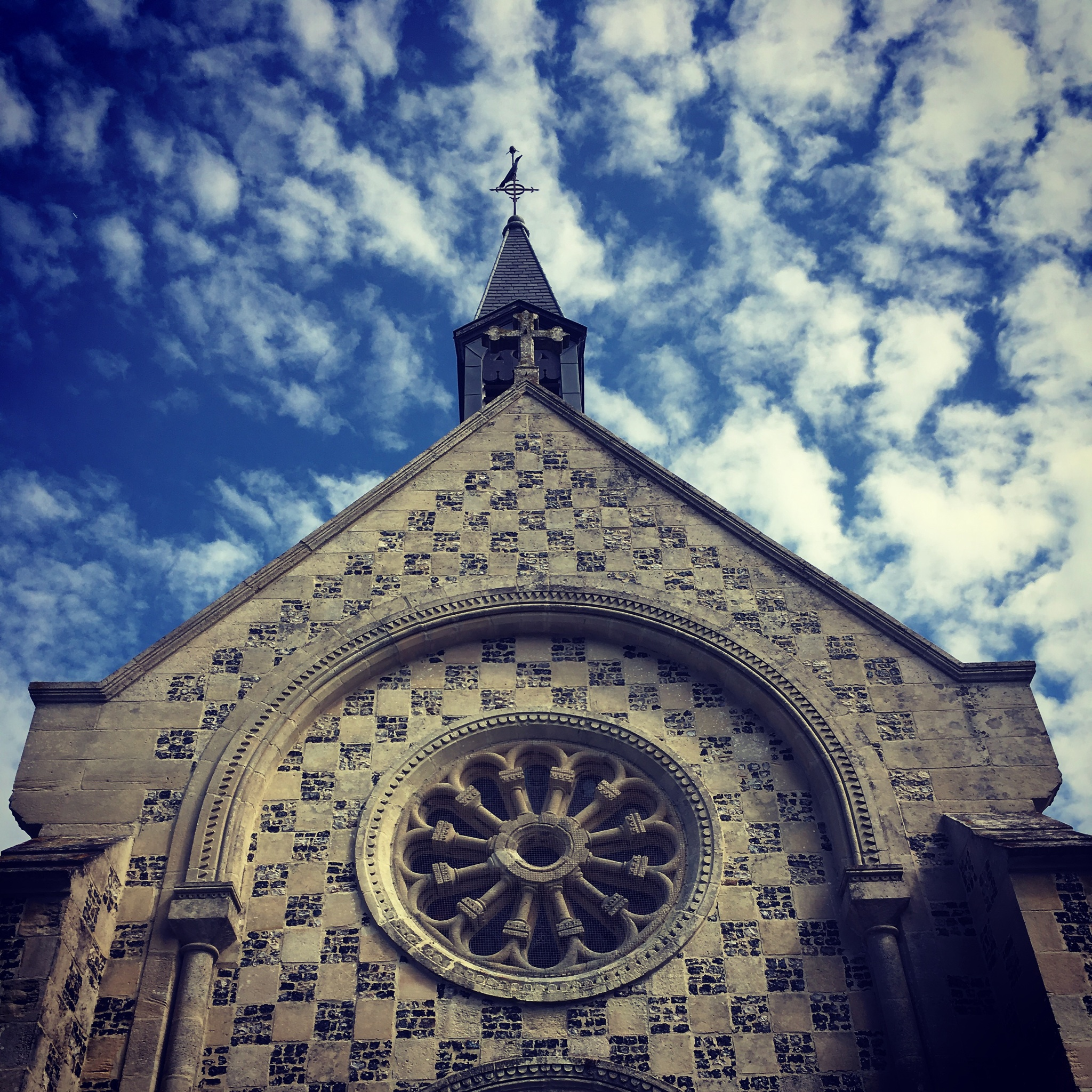
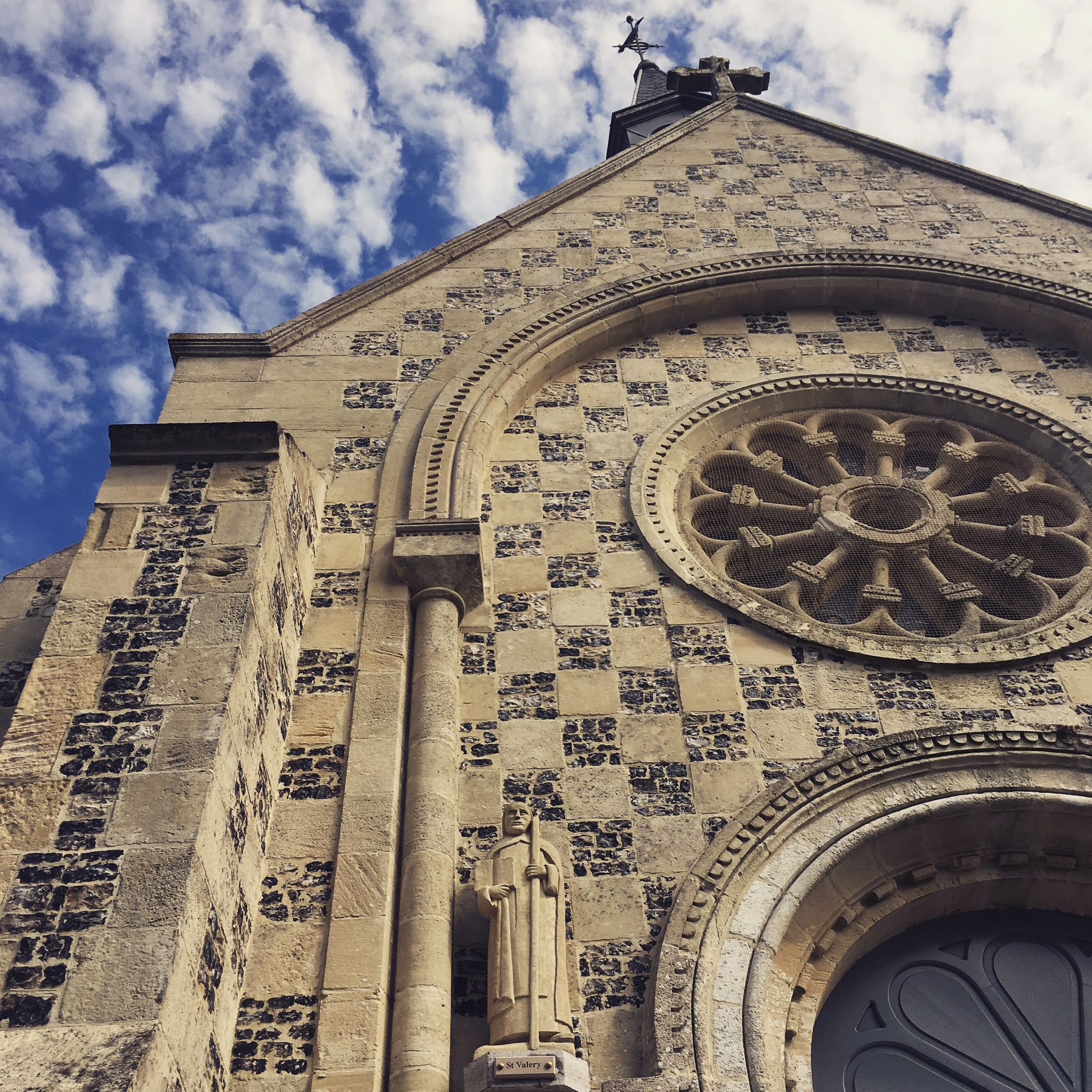
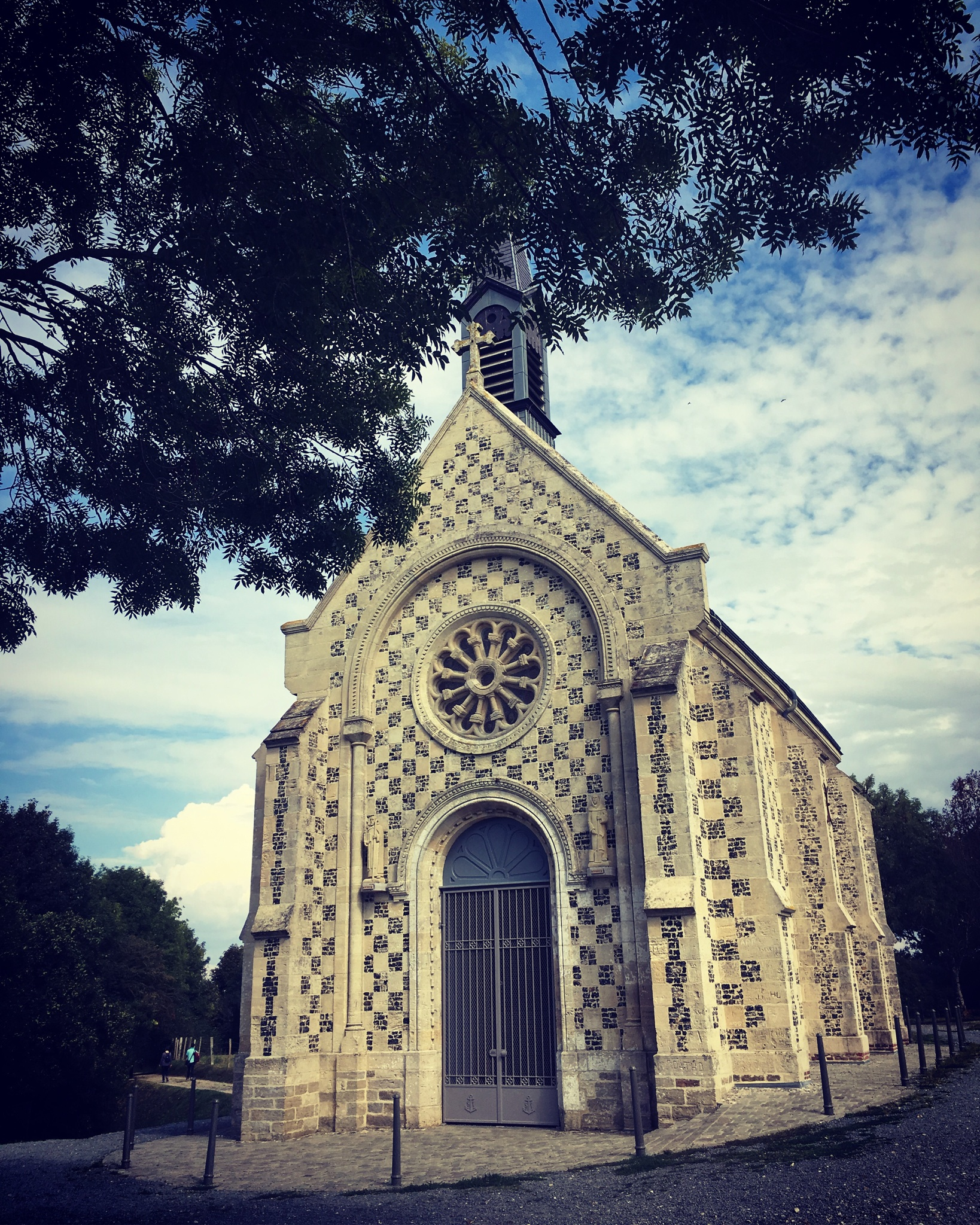